# Тяньчан
Тяньча́н (кит. упр. 天长, пиньинь Tiāncháng) — городской уезд городского округа Чучжоу провинции Аньхой (КНР).

## История
В 742 году образован уезд Цяньцю (千秋县). В 748 году он переименован в Тяньчан (天长县).
После окончания Второй мировой войны эти земли оказались под контролем китайских коммунистов, и в память о заместителе командира Новой 4-й армии Ло Бинхуэе 29 июня 1946 года уезд переименован в Бинхуэй (炳辉县). В том же году уезд был захвачен гоминьдановскими войсками, и ему возвратили название Тяньчан. В 1947 году уезд вновь перешёл под контроль коммунистов. В апреле 1948 года его объединили с уездом Гаою в уезд Тяньгао (天高县), а 18 декабря 1948 года объединённый уезд вновь переименовали в Бинхуэй. В январе 1949 года из него опять выделили уезд Гаою.
В июне 1949 года образован Специальный район Чусянь (滁县专区), и уезд вошёл в его состав. В 1956 году Специальный район Чусянь расформировали, и уезд перешёл в состав Специального района Бэнбу (蚌埠专区). 5 декабря 1959 года уезду Бинхуэй возвратили название Тяньчан.
В 1961 году Специальный район Чусянь образовали вновь, и уезд вернулся в его состав. В 1971 году Специальный район Чусянь переименовали в Округ Чусянь (滁县地区).
Постановлением Госсовета КНР от 20 декабря 1992 года округ Чусянь преобразовали в городской округ Чучжоу.
В декабре 1993 года уезд Тяньчан преобразован в городской уезд.

## Административное деление
Городской уезд делится на 1 уличный комитет и 14 посёлков.